# Хамад ибн Иса Аль Халифа
Хамад ибн Иса Аль Халифа (араб. حمد بن عيسى آل خليفة‎; род. 28 января 1950, Эр-Рифа, Бахрейн) — эмир Бахрейна под именем Хамад II (1999—2002), первый король Бахрейна (с 2002 года).

## Биография

### Наследный принц
Хамад ибн Иса Аль Халифа родился 28 января 1950 года в семье Исы ибн Салмана Аль Халифа, ставшего хакимом, а затем эмиром независимого Бахрейна. 27 июня 1964 года Хамад был объявлен наследником престола. Обучался в Leys School в Кембридже, затем в 1968 году он окончил Mons Officer Cadet School в Олдершоте (графство Гэмпшир, Великобритания). По возвращении в том же году домой ему было поручено создание сил обороны Бахрейна в связи с предстоящим в 1971 году выводом британских войск из региона. Прошёл курс военного обучения в Военно-командном училище армии США в Форт Ливенворте (штат Канзас) и в Королевской военной академии в Сандхёрсте (Великобритания). После обретения Бахрейном независимости в 1971 году он стал первым министром обороны страны, оставаясь в этой должности до 1988 года. В качестве министра обороны Хамад курировал расширение вооружённых сил Бахрейна и особенно участвовал в формировании военно-воздушных сил страны. Вместе с этим Хамад с 1975 по 1999 год являлся председателем Верховного совета по делам молодёжи и спорта.

### Во главе государства
6 марта 1999 года скончался эмир Иса ибн Салман Аль Халифа. В тот же день Хамад был провозглашён новым эмиром страны.
На референдуме, прошедшем 14 и 15 февраля 2001 года, была одобрена Хартия национальных действий, в котором 98,41 % избирателей проголосовали в пользу документа. Хамад провёл ряд политических реформ, в том числе, объявил политическую амнистию, предоставил политические права женщинам и предоставил им право участвовать в выборах.
В феврале 2002 года изменил наименование главы государства с эмира на короля Бахрейна.
В 2002 году выступил против планов войны США в Ираке.

#### Арабская весна
Зимой 2010—2011 годов в странах арабского мира началась волна демонстраций и протестов, вызванных различными причинами, но направленных главным образом против правящих властей. 14 февраля на улицы различных городов и поселений страны вышли тысячи протестующих, в основном мусульман-шиитов. В ходе столкновения с полицией в этот и следующий день погибли два человека. Вскоре волнения с требованиями политических реформ охватили страну, демонстранты разбили палаточный городок на Жемчужной площади в Манаме.
19 февраля король поручил наследному принцу Салману провести переговоры «со всеми без исключения политическими силами страны», а спустя два дня приказал отпустить из тюрем заключенных-шиитов. Для охраны стратегических объектов правительство Бахрейна пригласило в страну иностранные войска и уже вечером 13 марта около тысячи саудовских военнослужащих прибыли в Бахрейн, чуть позже к ним присоединились ещё около 500 полицейских из ОАЭ. Через два дня Хамад II ввёл в стране чрезвычайное положение сроком на три месяца. 21 марта король Хамад объявил о раскрытии заговора: «Внешний заговор разжигался на протяжении 20-30 лет, пока не созрела почва для подрывных планов… Сегодня я объявляю, что разжигавшийся заговор провалился».

## Личная жизнь

### Семья
9 октября 1968 года шейх Хамад женился на своей двоюродной сестре — шейхе Сабике бинт Ибрагим Аль Халифа, от брака с которой у него родились три сына — шейхи Салман (род. 1969), Абдалла (род. 1975) и Халифа (род. 1977), а также дочь Наджла (род. 1981). От второй жены Шеиа бинт Хасан аль-Храййеш аль-Аджми у Хамада II родились сыновья Нассер (род. 1987) и Халид (род. 1989).
Третьим браком Хамад сочетался с дочерью шейха Фейсала бин Мухаммада бин Шураима аль-Марри, которая родила королю сына Фейсала (1991—2006) и двух дочерей Шейху Муниру (род. 1990) и Шейху Нуру (род. 1993). Принц Фейсал 12 января 2006 года в возрасте 14 лет погиб в автокатастрофе.
Четвёртой женой Хамада стала дочь Джабора аль-Наими, родившая ему сына Султана и дочерей Шейху Хесса и Шейху Рима (род. 2002).

### Увлечение
Среди его увлечений водные лыжи, плавание, изучение древней истории, шахматы, футбол, игра в гольф, теннис, верховая езда, соколиная охота.

## Воинские звания
- фельдмаршал (1999, Бахрейн)
- маршал Королевских Бахрейнских ВВС (1999, Бахрейн)
- адмирал флота (1999, Бахрейн)

## Награды
Награды иностранных государств
| Страна            | Дата вручения                | Награда                                                       | Награда                                                       | Литеры |
| ----------------- | ---------------------------- | ------------------------------------------------------------- | ------------------------------------------------------------- | ------ |
| Франция           | —                            | Кавалер Большого креста ордена «За заслуги»                   | Кавалер Большого креста ордена «За заслуги»                   |        |
| Джохор            | —                            | Гранд-командор ордена Королевского дома Джохора               | Гранд-командор ордена Королевского дома Джохора               |        |
| Иордания          | 1 февраля 1967—              | Кавалер Большой ленты ордена Звезды Иордании                  | Кавалер Большой ленты ордена Звезды Иордании                  |        |
| Ирак              | 22 февраля 1969—             | Кавалер Большой ленты ордена Междуречья                       | Кавалер Большой ленты ордена Междуречья                       |        |
| Марокко           | 16 октября 1970—             | Кавалер специального класса ордена Мухамадийя                 | Кавалер специального класса ордена Мухамадийя                 |        |
| Иордания          | 1 сентября 1972—             | Кавалер Большой звезды специального класса ордена Возрождения | Кавалер Большой звезды специального класса ордена Возрождения |        |
| Египет            | 24 января 1973—              | Кавалер орденской цепи Республики                             | Кавалер орденской цепи Республики                             |        |
| Иран              | 28 апреля 1973—              | Кавалер орденской цепи Короны                                 | Кавалер орденской цепи Короны                                 |        |
| Индонезия         | 8 октября 1977—              | Кавалер орденской Звезды Республики Индонезия 1 класса        | Кавалер орденской Звезды Республики Индонезия 1 класса        |        |
| Мавритания        | 4 апреля 1978—               | Кавалер Большой ленты Национального ордена Заслуг             | Кавалер Большой ленты Национального ордена Заслуг             |        |
| Великобритания    | 15 февраля 1979—             | Рыцарь-командор ордена святого Михаила и святого Георгия      | Рыцарь-командор ордена святого Михаила и святого Георгия      | KCMG   |
| Ливия             | 1 сентября 1979—             | Кавалер ордена Великого завоевателя специального класса       | Кавалер ордена Великого завоевателя специального класса       |        |
| Испания           | 4 декабря 1981—              | Кавалер Большого креста ордена Изабеллы Католической          | Кавалер Большого креста ордена Изабеллы Католической          |        |
| Иордания          | 4 ноября 1999—               | Кавалер ордена Хусейна ибн Али                                | Кавалер ордена Хусейна ибн Али                                |        |
| ОАЭ               | 2 мая 2005—                  | Кавалер ордена Заида                                          | Кавалер ордена Заида                                          |        |
| Йемен             | 25 марта 2010—               | Кавалер Большой ленты ордена Звезды Республики                | Кавалер Большой ленты ордена Звезды Республики                |        |
| Саудовская Аравия | 16 апреля 2010—              | Кавалер цепи                                                  | ордена короля Абдель-Азиза аль-Сауди                          |        |
| Саудовская Аравия | 4 апреля 1967—16 апреля 2010 | Кавалер 1 класса                                              | ордена короля Абдель-Азиза аль-Сауди                          |        |
| Дания             | 4 февраля 2011—              | Кавалер Большого креста ордена Даннеброга                     | Кавалер Большого креста ордена Даннеброга                     | S.K.   |
| Таджикистан       | 28 мая 2014—                 | Орден Исмоили Сомони I степени                                | Орден Исмоили Сомони I степени                                |        |
| Тунис             | 27 июля 2016—                | Кавалер Большой ленты ордена Республики                       | Кавалер Большой ленты ордена Республики                       |        |
| Палестина         | 10 апреля 2017—              | Кавалер цепи ордена Звезды Палестины                          | Кавалер цепи ордена Звезды Палестины                          |        |
| Туркменистан      | март 2019—                   | Кавалер ордена Президента Туркменистана «Битараплык»          | Кавалер ордена Президента Туркменистана «Битараплык»          |        |
| США               | 19 января 2021—              | Главнокомандующий ордена «Легион Почёта»                      | Главнокомандующий ордена «Легион Почёта»                      |        |
| Бразилия          | 2021 —                       | Кавалер цепи ордена Южного Креста                             | Кавалер цепи ордена Южного Креста                             |        |
| Оман              | 24 октября 2022—             | Кавалер Гражданского ордена Омана 1 класса                    | Кавалер Гражданского ордена Омана 1 класса                    |        |
| Великобритания    | 13 ноября 2024—              | Рыцарь Большого креста Королевского Викторианского ордена     | Рыцарь Большого креста Королевского Викторианского ордена     | GCVO   |